# Eduardo Zaplana
Eduardo Andrés Julio Zaplana Hernández-Soro (Cartagena, 3 de abril de 1956) é um político espanhol. Foi porta-voz do Partido Popular no Congresso entre 2004 e 2008; também foi o Presidente da Comunidade Valenciana de 1995 a 2002.